# Arrondissement de Sakal

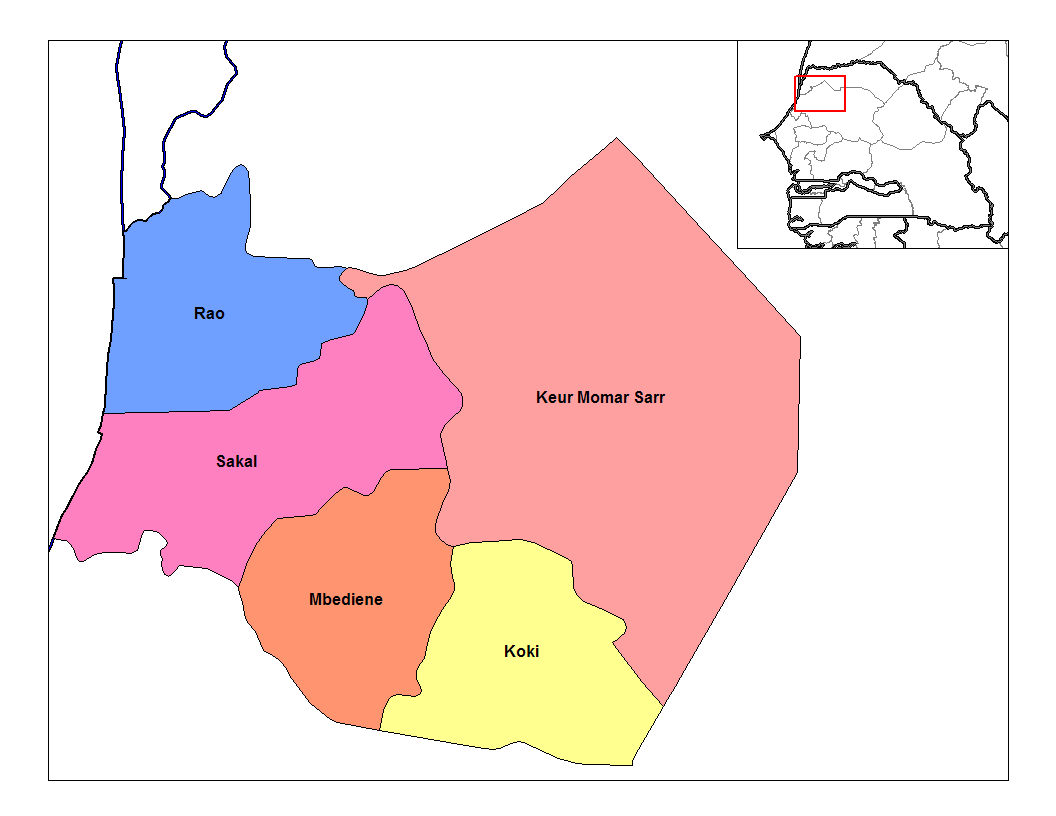
Carte des arrondissements du département de Louga au Sénégal.

L'arrondissement de Sakal est l'un des arrondissements du Sénégal. Il est situé à l'ouest du département de Louga, dans la région de Louga.
Il compte trois communautés rurales :
- Communauté rurale de Léona
- Communauté rurale de Ngueune Sarr
- Communauté rurale de Sakal

Son chef-lieu est Sakal.